# Francesc Adrià i Cucarella
Francesc Adrià i Cucarella (Carcaixent, 1962) És un dramaturg i actor valencià. Va estudiar a l'escola Teatre a Banda de València i després es va incorporar a Moma Teatre, participant com a actor a la peça Cel enllà tot són vinyes de Michel de Ghelderode. Des d'aleshores s'ha dedicat a escriure teatre i ha participat en petits papers al cinema i a la televisió, com a Puta misèria, Tranvia a Malvarosa, La Isla del Diablo i la sèrie Benifotrem de TVV.
El 1991 va guanyar el Premi Ciutat d'Alcoi per Zona zero, duta a escena per Vicent Genovès al Centre Dramàtic de la Comunitat Valenciana. Després ha dirigit les obres Couch potatoes i Es busquen. El 2009 va quedar finalista al Premi de novel·la eròtica de la Vall d'Albaida per El secret dels llavis. El 2010 va guanyar el Premi Octubre de teatre per La taula de canvis (La proporció) i el Premi SGAE de teatre infantil per Víctor Osama. El 2012 va guanyar el Premi Micalet de Teatre amb Arquitectura d'un buit.

## Obres
- Zona zero (1991)
- El secret dels llavis (2009)
- La taula de canvis (La proporció) (2010)
- Víctor Osama (2010)
- Arquitectura d'un buit (2012)